# IC 4832
IC 4832 ist eine Spiralgalaxie vom Hubble-Typ Sab im Sternbild Telescopium am Südsternhimmel. Sie ist schätzungsweise 152 Millionen Lichtjahre von der Milchstraße entfernt und hat einen Durchmesser von etwa 100.000 Lichtjahren.
Im selben Himmelsareal befindet sich u. a. die Galaxie NGC 6758, IC 4826, IC 4829, IC 4840.
Das Objekt wurde am 16. September 1901 von DeLisle Stewart entdeckt.